# NK Korana Karlovac
Nogometni klub Korana hrvatski je nogometni klub iz karlovačke gradske četvrti Turanj.

## Povijest
Klub je osnovan 23. prosinca 1952. godine.
Zbog ratnih djelovanja tijekom Domovinskog rata, igralište NK Korane je bilo devastirano, te je klub svoje domaće utakmice igrao izvan Turnja. Igralište je obnovljeno i svečano otvoreno 23. kolovoza 2009. godine.
Tijekom sezone 1999./2000., nakon jesenskog dijela, klub odustaje od daljeg natjecanja.
U sezoni 2011./12. klub osvaja 1. mjesto u 2. ŽNL Karlovačkoj, čime stječe pravo nastupa u višem rangu, te je od sezone 2012./13. član 1. ŽNL Karlovačke.

### Plasmani kluba kroz povijest
| Sezona        | Liga              | Plasman                                               |
| ------------- | ----------------- | ----------------------------------------------------- |
| 1997./98.     | 1. ŽNL Karlovačka | 3. mjesto                                             |
| 1998./99.     | 1. ŽNL Karlovačka | 4. mjesto                                             |
| 1999./2000.   | 1. ŽNL Karlovačka | 7. mjesto (odustali nakon jesenskog dijela prvenstva) |
| 2000. – ?     | Ne natječe se     | –                                                     |
| 2008./09.     | 2. ŽNL Karlovačka | 10. mjesto                                            |
| 2009./10.     | 2. ŽNL Karlovačka | 4. mjesto                                             |
| 2010./11.     | 2. ŽNL Karlovačka | 5. mjesto                                             |
| 2011./12.     | 2. ŽNL Karlovačka | 1. mjesto                                             |
| 2012./13.     | 1. ŽNL Karlovačka | 11. mjesto                                            |
| 2013./14.     | 1. ŽNL Karlovačka | 9. mjesto                                             |
| 2014./15.     | 1. ŽNL Karlovačka | 5. mjesto                                             |
| 2015./16.     | 1. ŽNL Karlovačka | 5. mjesto                                             |
| 2016./17.     | 1. ŽNL Karlovačka | 4. mjesto                                             |
| 2017./18.     | 1. ŽNL Karlovačka | 6. mjesto                                             |
| 2018./19.     | 1. ŽNL Karlovačka | 7. mjesto                                             |
| 2019./20.     | 1. ŽNL Karlovačka | 10. mjesto                                            |
| 2020./21.     | 1. ŽNL Karlovačka | 8. mjesto                                             |
| 2021./22.     | 1. ŽNL Karlovačka | 5. mjesto                                             |
| 2022./23.     | 1. ŽNL Karlovačka | 10. mjesto                                            |
| 2023. – danas | Ne natječe se     | –                                                     |

## Ostalo
U organizaciji kluba krajem srpnja svake godine održava se tradicionalni Turnir na Turnju, u spomen na sve poginule branitelje iz Turnja.

## Vanjske poveznice
- Profil, HNS Semafor
- Neslužbene stranice kluba
- Facebook stranica kluba (do lipnja 2010.)
- Facebook stranica kluba (do rujna 2015.)
- Facebook stranica kluba (od studenog 2015.)
- Klubovi Nogometnog saveza Karlovačke županije